# François Donny jr.

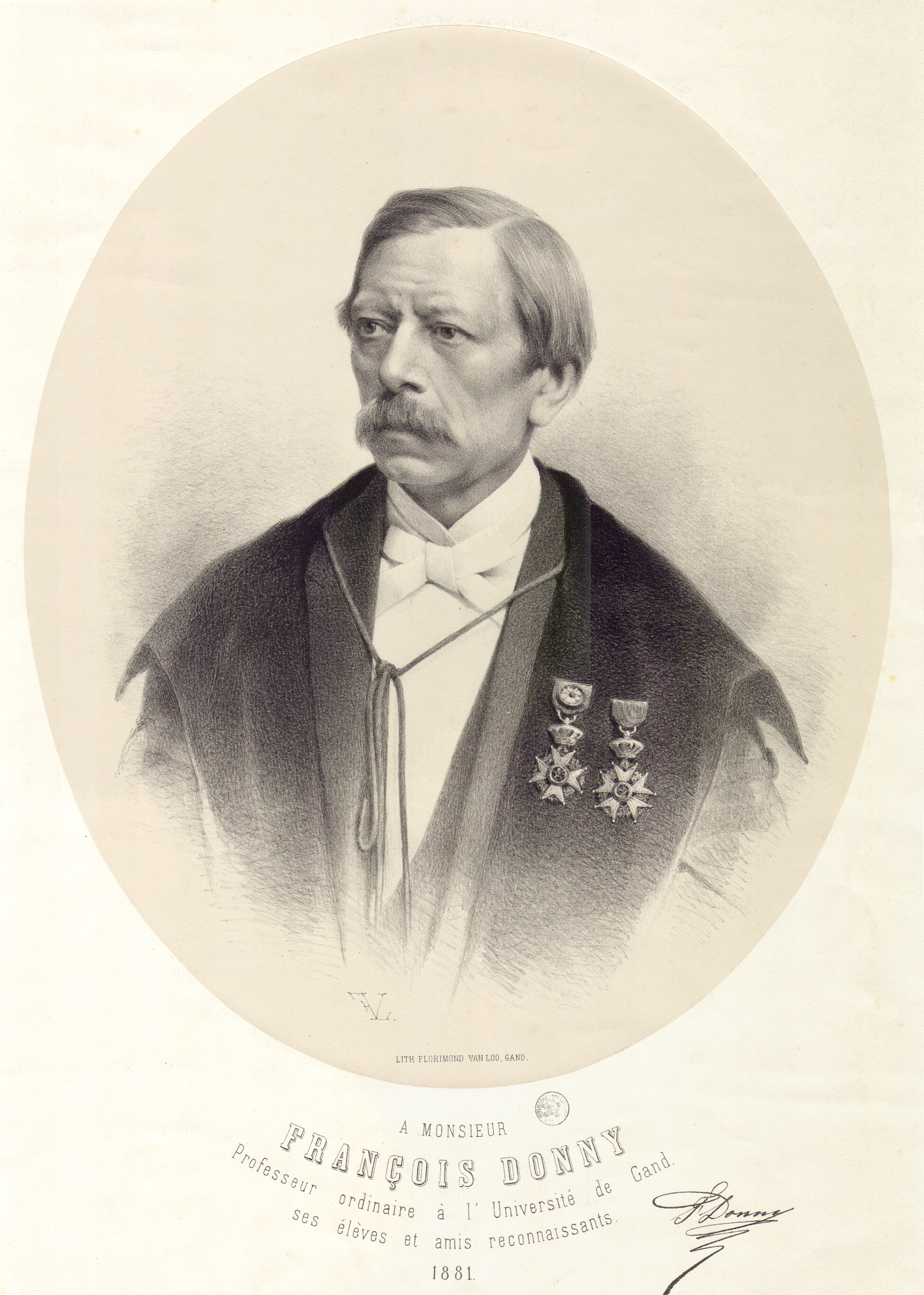
François Donny jr.

François-Marie Donny (Oostende, 31 januari 1822 - Gent, 26 oktober 1896) was een Belgisch hoogleraar aan de Gentse universiteit.

## Levensloop
Donny was een zoon van François Donny, een volksvertegenwoordiger uit Oostende. Hij kreeg huisonderricht van zijn vader en onder diens leiding leerde hij schilderen op doek en op glas (hij maakte al glasramen toen hij pas tien of elf jaar oud was), deed opzoekingen over galvanoplastiek en fotogravure, en studeerde wiskunde, Grieks, Latijn, scheikunde en fysica. Hij leerde ook schilderen, tijdens verblijven in Brussel, bij zijn neef Désiré Donny. 
Hoewel hij niet over de juiste diploma's beschikte, werd hij hoogleraar scheikunde aan de Gentse universiteit en was een pionier in het onderzoek naar spanningen in vloeibare stoffen. Hij werd lid van de Koninklijke Academie voor kunsten, letteren en wetenschappen en was ook de eerste voorzitter van de Gentse afdeling van de Association Belge de Photographie.
Met zijn vrouw Emma Baertsoen (1828-1895) had hij elf kinderen, vijf jongens en zes meisjes.